# Horská chata Studeničné
Horská chata Studeničné – górskie schronisko turystyczne w czeskiej części Beskidu Śląskiego, pod szczytem Studenicznego, na wysokości 712 m n.p.m.

## Historia
Chata powstała w oparciu o rekonstrukcję starego budynku, służącego pracownikom leśnym. Pod koniec lat 70. XX wieku obiekt został zakupiony przez Hutę trzyniecką i przebudowany na schronisko. Od 1989 budynek znajduje się w rękach prywatnych.

## Warunki pobytu
Schronisko oferuje 47 miejsc noclegowych w pokojach 2 i 4-osobowych. W budynku znajduje się zaplecze gastronomiczne (restauracja, bar) oraz sanitarne (sauna). W sezonie letnim przy budynku istnieje możliwość skorzystania z basenu.
Do Chaty można dojechać drogą asfaltową (odbicie z drogi łączącej Mosty koło Jabłonkowa z Herczawą).

## Szlaki turystyczne
Mosty koło Jabłonkowa – Horská chata Studeničné – Horská chata Gírová – Komorowski Groń – Bukowiec
  Horská chata Studeničné – Púlgruň (granica CZ/SK) – Košariska – Świerczynowiec – Dejúvka (granica CZ/SK) – Mosty koło Jabłonkowa